# MV Montevideo Maru
MV „Montevideo Maru” – japoński motorowiec pasażerski, należący do linii żeglugowej Ōsaka Shōsen Kaisha, oddany do służby w 1926 roku.
W okresie międzywojennym jednostka kursowała na trasach łączących Japonię z portami Ameryki Południowej. W 1941 roku została przejęta przez Cesarską Marynarkę Wojenną i była wykorzystywana jako statek transportowy. 1 lipca 1942 roku „Montevideo Maru” został zatopiony u wybrzeży Luzonu przez amerykański okręt podwodny USS „Sturgeon”. Statek przewoził wtedy ponad tysiąc alianckich jeńców wojennych i internowanych cywilów, głównie Australijczyków, spośród których nikt nie ocalał.
„Montevideo Maru” jest zaliczany do tzw. japońskich „piekielnych statków”. Jego zatonięcie było największą katastrofą morską w historii Australii.

## Dane techniczne
„Montevideo Maru” był motorowym statkiem pasażerskim o długości 131 metrów, szerokości 17 metrów i zanurzeniu 11 metrów. Pojemność wynosiła 7267 BRT.
Podstawowy napęd stanowiły dwa silniki dieslowskie Sulzer 6ST60 o łącznej mocy 4600 KM, oba wyprodukowane w zakładach Mitsubishi w Nagasaki. Jednostka miała także cztery silniki pomocnicze o łącznej mocy 810 KM. Była wyposażona w dwie śruby. Jej prędkość wynosiła 14,5 węzła.
Statek był w stanie pomieścić ponad 730 pasażerów: trzydziestu ośmiu w kajutach pierwszej klasy, ponad sześciuset w kajutach drugiej klasy oraz dziewięćdziesięciu czterech w kajutach trzeciej klasy.

## Historia

### Okres międzywojenny

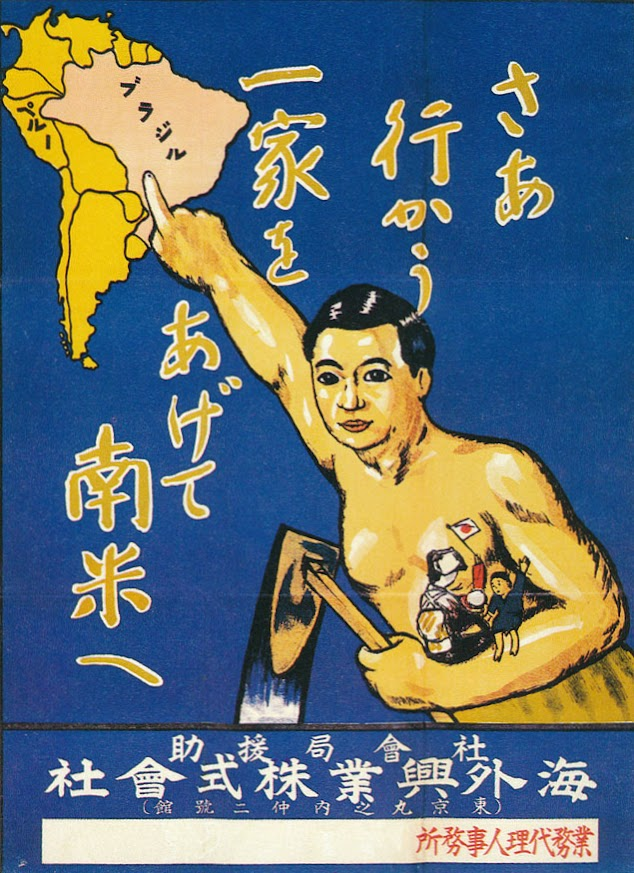
Plakat zachęcający do emigracji (rodzin minimum trzyosobowych) do Ameryki Południowej (ze wskazaniem Brazylii). Emigranci stanowili w okresie międzywojennym większość pasażerów „Montevideo Maru”

Podobnie jak dwie bliźniacze jednostki został zbudowany w stoczni Mitsubishi Zōsen Kakōki Kaisha w Nagasaki na zamówienie linii żeglugowych Ōsaka Shōsen Kaisha (OSK). Do służby wszedł w 1926 roku.
„Montevideo Maru” i dwa pozostałe motorowce pasażerskie należące do OSK obsługiwały trasy żeglugowe z portów japońskich do Ameryki Południowej. W latach 1926–1941 jednostka odbyła liczne rejsy na ten kontynent: zarówno trasą zachodnią (przez Singapur i Ocean Indyjski), jak i trasą wschodnią (przez Kanał Panamski). Jej portami docelowymi były m.in. Montevideo w Urugwaju i Buenos Aires w Argentynie.
Pasażerami statków OSK byli zazwyczaj Japończycy udający się na emigrację do Ameryki Południowej. W styczniu 1941 roku na pokładzie „Montevideo Maru” podróżowała do Brazylii oficjalna delegacja japońskiego Ministerstwa Handlu i Przemysłu.

### II wojna światowa
W 1941 roku, w związku z przygotowaniami do wojny z mocarstwami zachodnimi, „Montevideo Maru” został przejęty przez Cesarską Marynarkę Wojenną. Jednostkę oddano do dyspozycji okręgu morskiego w Kure. Była odtąd wykorzystywana do transportu żołnierzy i wyposażenia.
W lutym 1942 roku „Montevideo Maru” wziął udział w zajęciu Makasaru na Celebesie. Na początku marca tegoż roku powrócił na Wyspy Japońskie i przez kolejne dwa miesiące pływał na trasach między portami Kure, Yokosuka i Sasebo. Następnie jednostkę ponownie skierowano do okupowanych Holenderskich Indii Wschodnich.

### Zatopienie

#### Przebieg katastrofy

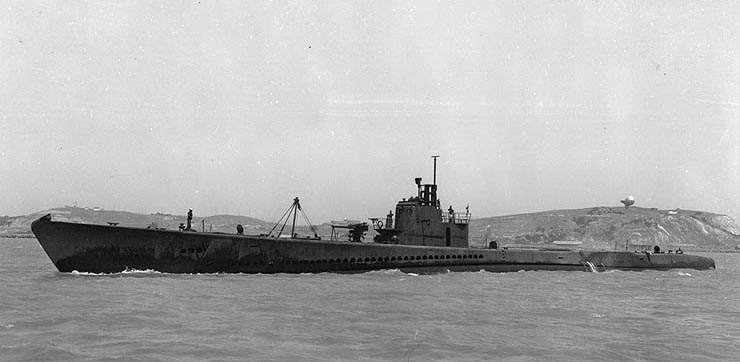
USS „Sturgeon”

28 maja 1942 roku „Montevideo Maru” wypłynął z Surabaji na Jawie, by 9 czerwca zacumować w Rabaulu. Trzynaście dni później na statek załadowano ponad tysiąc żołnierzy i cywilów, których Japończycy wzięli do niewoli po zdobyciu Nowej Brytanii i Nowej Irlandii. Niemal wszyscy byli Australijczykami. Mimo że „Montevideo Maru” przewoził jeńców i internowanych, Japończycy nie wystąpili do aliantów o zagwarantowanie jednostce bezpiecznego przejścia, nie zapewnili jej także eskorty, ani stosownych oznaczeń.
Po wyjściu z Rabaulu „Montevideo Maru” minął od wschodu Archipelag Filipiński. 30 czerwca, już po zapadnięciu zmroku, jednostka przepłynęła między wyspami Babuyan a północnym wybrzeżem Luzonu, po czym obrała kurs na wyspę Hajnan. Tego samego dnia, o godzinie 22:16, zygzakujący i zaciemniony statek został dostrzeżony przez amerykański okręt podwodny USS „Sturgeon”. Przez półtorej godziny amerykańska jednostka nie była w stanie dogonić szybko płynącego statku, jednakże w pewnym momencie „Montevideo Maru” zwolnił do około 12 węzłów, dzięki czemu „Sturgeon” mógł nadrobić dystans i ustawić się w pozycji do ataku. Ostatecznie 1 lipca o godzinie 2:25 okręt podwodny odpalił cztery torpedy w kierunku japońskiego statku. Cztery minuty później odnotowano bezpośrednie trafienie. W dzienniku bojowym „Sturgeona” zapisano, że nieprzyjacielski statek został trafiony jedną torpedą. Źródła japońskie mówią z kolei o uderzeniu dwóch torped. Bruce Gamble przypuszcza jednak, że tym, co wzięto za drugie trafienie, była w rzeczywistości eksplozja zbiornika paliwa na rufie.
Statek zatonął w ciągu jedenastu minut. Japońska załoga zdołała opuścić tylko trzy szalupy ratunkowe. Nie ocalał żaden z australijskich jeńców i internowanych, którym japońska załoga najprawdopodobniej nawet nie próbowała udzielić pomocy. Yoshiaki Yamaji, japoński marynarz, który ocalał z katastrofy, w wywiadzie dla australijskiej telewizji ABC udzielonym w 2003 roku, wspominał, że unoszący się na falach Australijczycy do końca zachowali ducha, śpiewając Auld Lang Syne tonącym w ładowniach kolegom. Gamble kwestionuje jednak wiarygodność jego relacji. Jego zdaniem nie jest nawet pewne, czy po uderzeniu torped Japończycy otworzyli włazy do ładowni, w których trzymano jeńców i internowanych.

#### Ofiary
Yamaji twierdził, powołując się na informacje uzyskane z drugiej ręki, że niektórzy Australijczycy zostali uratowani przez japoński okręt wojenny. Również i w tym wypadku wiarygodność jego relacji jest jednak podawana w wątpliwość. Wersji o uratowaniu niektórych więźniów nie potwierdzają bowiem żadne dokumenty archiwalne, ani zeznania innych świadków. Wedle wszelkiego prawdopodobieństwa wszyscy zatonęli wraz z „Montevideo Maru”.
Spośród japońskich marynarzy i strażników, którzy przebywali na pokładzie „Montevideo Maru”, część zginęła na morzu, a wielu innych – w tym kapitan jednostki – zostało zabitych przez filipińskich partyzantów już po dopłynięciu do wybrzeży Luzonu. Według informacji zamieszczonych na stronie internetowej Australian War Memorial na „Montevideo Maru” znajdowało się 88 marynarzy i strażników, z czego siedemnastu przeżyło zatonięcie jednostki i późniejszy marsz przez filipińską dżunglę. Bruce Gamble podaje z kolei, że na statku znajdowało się 88 marynarzy i 64 strażników, z czego trzydziestu dwóch ocalało.
Rząd Japonii nie poinformował rządu Australii o śmierci jeńców i internowanych. Na wielokrotne zapytania o los Australijczyków zaginionych po upadku Nowej Brytanii, przekazane za pośrednictwem neutralnej Szwajcarii, Tokio odpowiedziało, że żadna z tych osób nie znajduje się w japońskich rękach. Prawda o losie pasażerów „Montevideo Maru” wyszła na światło dzienne dopiero po kapitulacji Japonii w 1945 roku.
Po zakończeniu wojny australijski śledczy, mjr Harold S. Williams, odnalazł i przetłumaczył na język angielski zapisaną w katakanie listę pasażerów „Montevideo Maru”, którą Cesarska Marynarka Wojenna przekazała 6 stycznia 1943 roku Biuru ds. jeńców wojennych przy japońskim Ministerstwie Wojny. Z raportu, który Williams przesłał do Australii, wynikało, że na pokładzie statku znajdowały się 1053 osoby, w tym 845 australijskich jeńców (178 podoficerów i 667 szeregowców) oraz 208 cywilów (obywateli Australii i innych państw). W ciągu kolejnych kilkudziesięciu lat liczba ta była wielokrotnie przywoływana w publikacjach poświęconych losom statku i przewożonych nim jeńców. Z dokładnej analizy oryginalnych dokumentów, które rząd Japonii przekazał do Australii w 2012 roku, wynika jednak, że japońska lista zawierała dane 209 cywilów, co oznaczałoby, że na statek zaokrętowano w rzeczywistości 1054 osób. Zarówno liczba, jak i personalia pasażerów wciąż nie mogą być jednak uznane za ostatecznie potwierdzone. 
W gronie ofiar zdecydowaną większość, gdyż około 979 osób, stanowili Australijczycy. Niemniej wśród 209 ofiar cywilnych znaleźli się obywatele aż czternastu państw, w tym 31 norweskich marynarzy ze statku MV „Herstein”. Wraz z „Montevideo Maru” zatonęło m.in. kilku wysokich rangą urzędników administracji terytorium mandatowego Nowa Gwinea Australijska, w tym Harold Page – p.o. głównego administratora, a ponadto szesnastu misjonarzy (w większości metodystów).
Zatopienie „Montevideo Maru” jest uznawane za największą katastrofę morską w historii Australii.
„Montevideo Maru” zaliczany jest do grona tzw. piekielnych statków (ang. Hellships), tj. japońskich jednostek służących do transportu jeńców wojennych, na których w czasie wojny na Pacyfiku zginęło około 10,8 tys. alianckich żołnierzy.

## Pamięć

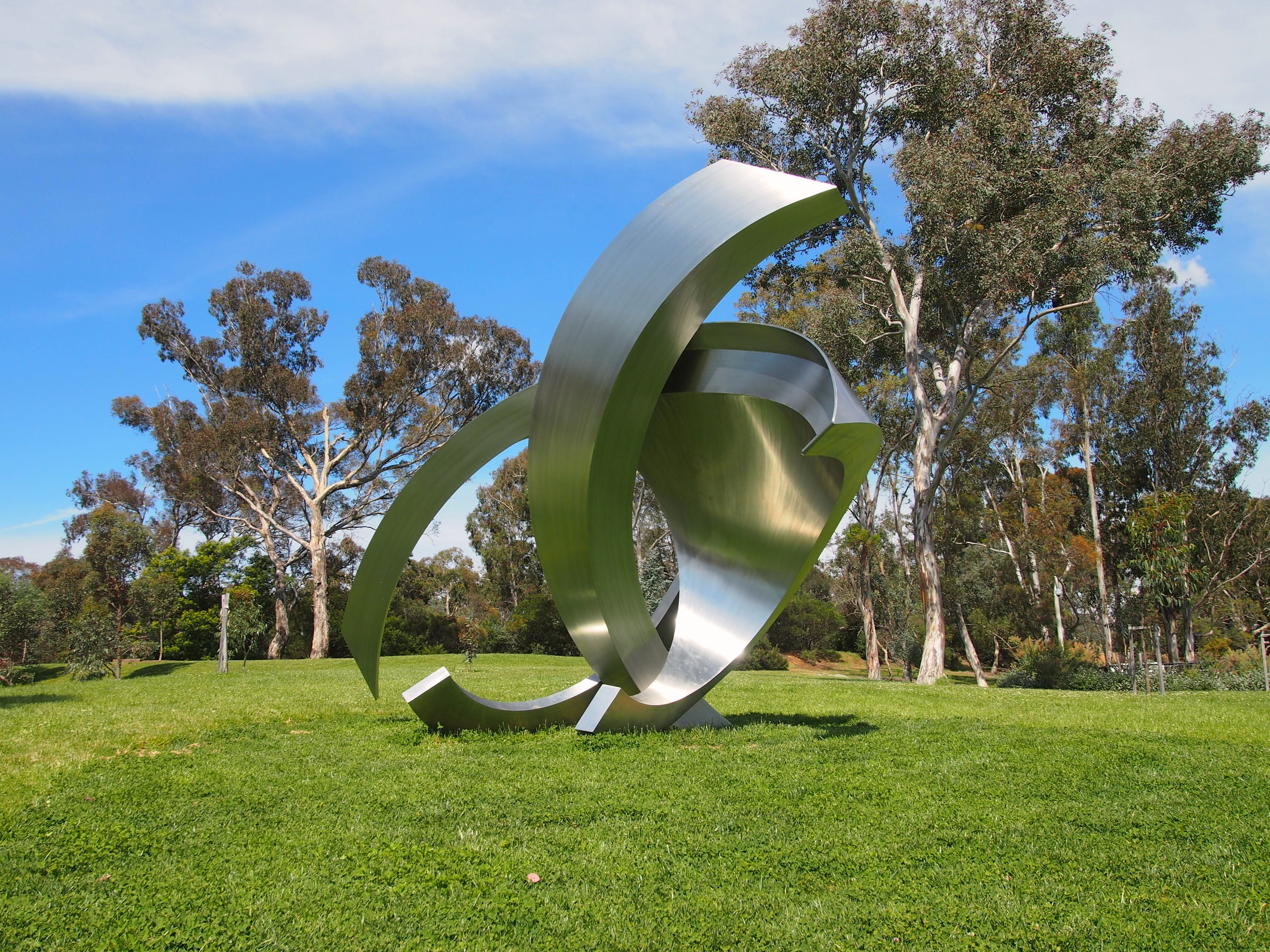
Rzeźba upamiętniająca obrońców Rabaulu i ofiary zatonięcia „Montevideo Maru”. Australian War Memorial

W 1945 roku w Bita Paka na Nowej Brytanii utworzono cmentarz wojenny, na którym spoczęły szczątki żołnierzy alianckich poległych na wyspie w czasie II wojny światowej. Znajduje się tam wykonana z brązu tablica, na której wyryto nazwiska tych żołnierzy, których zwłok nie udało się odnaleźć, w tym jeńców, którzy zatonęli wraz z „Montevideo Maru”.
W lutym 2004 roku na terenie kompleksu ogrodów botanicznych w Ballarat odsłonięto pomnik upamiętniający Australijczyków, którzy w czasie II wojny światowej przebywali w niewoli państw Osi. Jednym z jego elementów jest obelisk-tablica, poświęcony jeńcom, którzy zginęli na „Montevideo Maru”.
W Simpson Harbour pod Rabaulem znajduje się pamiątkowy głaz z tablicą, upamiętniający fakt, iż z tego portu „Montevideo Maru” wraz z australijskimi jeńcami wypłynął w ostatni rejs.
W lipcu 2012 roku na terenie Australian War Memorial w Canberze odsłonięto wykonaną z nierdzewnej stali rzeźbę dłuta Jamesa Parretta, upamiętniającą Australijczyków, którzy zginęli w czasie obrony Rabaulu i na pokładzie „Montevideo Maru”.
Do tragedii „Montevideo Maru” nawiązuje australijski zespół rockowy Midnight Oil w swym utworze In the Valley.

## Odnalezienie wraku
22 kwietnia 2023 roku podano do publicznej wiadomości fakt odnalezienia wraku „Montevideo Maru”. Odkrycia dokonał zespół badawczy złożony z przedstawicieli australijskiej organizacji pozarządowej Silentworld Foundation oraz firmy Fugro – specjalizującej się w badaniu dna morskiego. Misję poszukiwawczą zorganizowano przy wsparciu australijskiego Departamentu Obrony. Wrak spoczywa na głębokości około 4 tys. metrów. Ze względu na fakt, iż stanowi grobowiec ponad tysiąca osób, nie jest planowana jego eksploracja.